# Radola
Radola (szlovákul Radoľa) község Szlovákiában, a Zsolnai kerületben, a Kiszucaújhelyi járásban.

## Fekvése
Zsolnától 11 km-re északkeletre, Kiszucaújhely keleti szomszédságában.

## Története
Területén a történelem előtti időkben a puhói kultúra népe élt.
A falut 1332-ben említik először, a budatíni uradalom része volt. 1439-ben „Radolie”, 1507-ben „Radula”, 1598-ban „Radollya” néven említik, és 10 háza állt. 1720-ban 13 adózójából 11 zsellér volt. 1784-ben 50 házában 51 családban 351 lakos élt.
A 18. század végén Vályi András így ír róla: „RADOLYA. Tót falu Trentsén Vármegyében, földes Ura Gróf Szúnyog Uraság, lakosai katolikusok, fekszik Kisucza Újhelyb. nem meszsze, mellynek filiája, határjában legelője, fája van, földgyének középszerű mivóltához képest, második osztálybéli.”
1828-ban 53 házában 551 lakos élt. Lakói állattartással, favágással, faárukészítéssel, méhészettel foglalkoztak. A faluban sörfőzde, malom, fűrésztelep és szeszfőzde is működött.
Fényes Elek 1851-ben kiadott geográfiai szótárában így ír a faluról: „Radola, tót falu, Trencsén vmegyében, a Kisucza vize mellett, s Ujhely városához közel. – Táplál 542 kath. lakost. F. u. a budetini uradalom. Ut. p. Zsolna.”
A trianoni békéig Trencsén vármegye Kiszucaújhelyi járásához tartozott.
Lakói a háború után drótozással, házalással, idénymunkákkal foglalkoztak.

## Népessége
| Év:            | 1994. | 2004.   | 2014.   | 2024.   |
| -------------- | ----- | ------- | ------- | ------- |
| Emberek száma: | 1342  | 1372    | 1459    | 1533    |
| Eltérés:       |       | +2,23 % | +6,34 % | +5,07 % |

| Év:            | 2023. | 2024.   |
| -------------- | ----- | ------- |
| Emberek száma: | 1543  | 1533    |
| Eltérés:       |       | -0,64 % |

1910-ben 447 lakosából 432 szlovák és 9 magyar anyanyelvű volt.
2001-ben 1332 lakosából 1318 szlovák volt.
2011-ben 1439 lakosából 1397 szlovák volt.
2021-ben 1521 lakosából 1481 (+2) szlovák, 1-1 magyar és cigány, 9 egyéb és 29 ismeretlen nemzetiségű volt.

## Nevezetességei
- Kastélya az egyik legrégibb építmény a Kiszuca vidékén. A 16. század második harmadában épült.

## Külső hivatkozások
- Hivatalos oldal
- Községinfó
- Radola Szlovákia térképén
- E-obce.sk Archiválva 2008. február 9-i dátummal a Wayback Machine-ben